# 4480 Nikitibotania

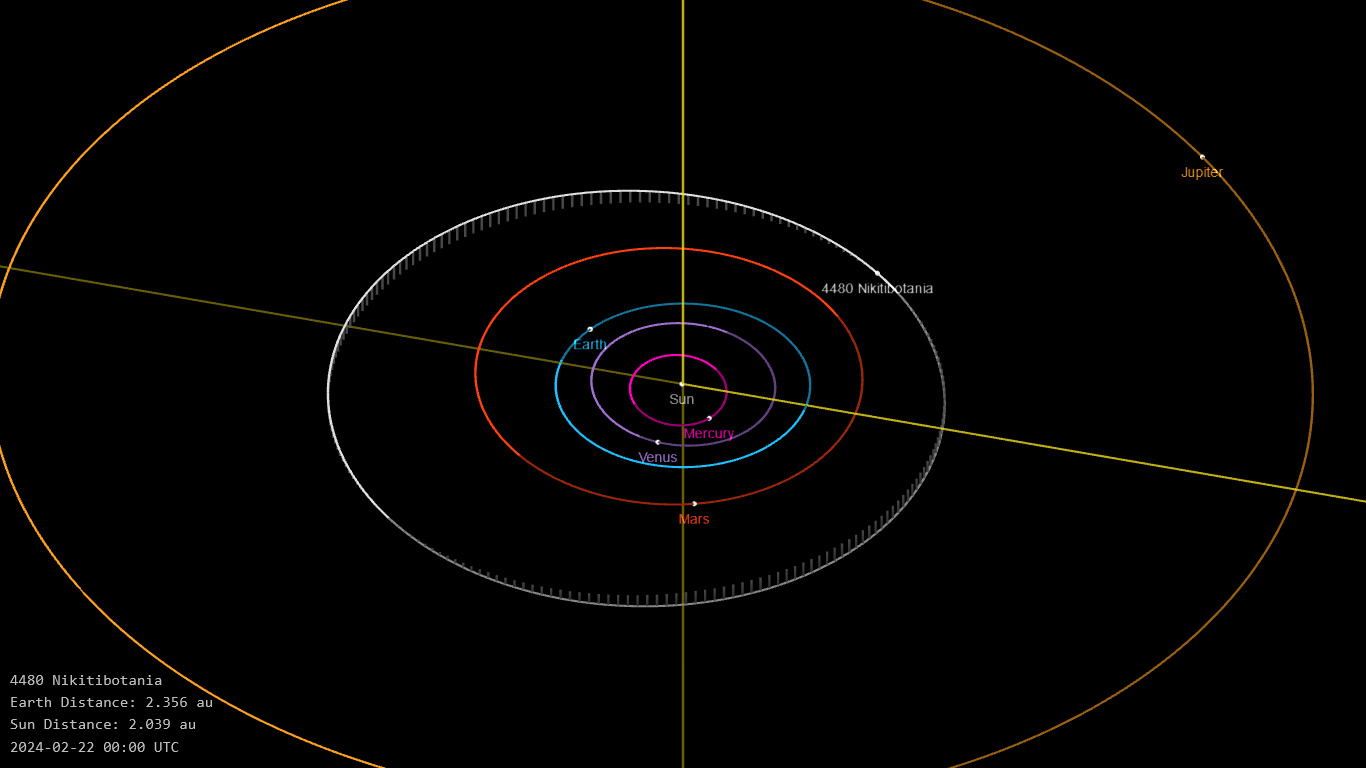

4480 Nikitibotania è un asteroide della fascia principale. Scoperto nel 1985, presenta un'orbita caratterizzata da un semiasse maggiore pari a 2,4336168 UA e da un'eccentricità di 0,1676095, inclinata di 3,40125° rispetto all'eclittica.
L'asteroide è dedicato al Nikitian State Botanical Gardens, un giardino botanico a nord della Crimea.